# Маска
Маска е предмет, който служи за прикриване на лицето, като може да има различни предназначения – например за защита или за развлечение.
Маските са познати още от древността. Тяхната основна употреба тогава е в театрални представления и религиозни обреди. Те се изработват от картон, дърво, пластмаса, плат, птичи пера, кожа или метал. Карнавалните маски например са в най-разнообразни цветове и могат да представят различни характери. Маските са също така съставна част на много от костюмите на Halloween.
За България е характерна традицията на кукерите – винаги с маски, често с чанове на пояса и с костюми с дълга козина. В периода между Месни и Сирни Заговезни (Сирница) в Източна България и между Коледа и Богоявление в Западна България улиците се изпълват със звуците и танците им. Според поверието по този начин се гонят злите духове.
Някои религии, особено мюсюлманската, изискват жените да носят специални „маски“, наречени фередже или никаб.
Отделни професии също изискват носенето на маски най-вече за защита. Такава маска например е противогазът, който може да предпази от химични и биологични оръжия или тази, носена при заваряване на метали. В много спортове също се изисква носенето на маски – като хокей и американски футбол.
Престъпниците (особено тези, които обират банки) носят маски, за да прикриват лицето си и да не бъдат разпознати.

## Етимология
Думата маска идва или от френски masque, италиански maschera или испански máscara. Възможни предшественици са от латински masca = призрак, и арабски مَسْخَرَۃٌ = шут, човек от маскарад.

## Ритуални маски

### Картагенски
Картагенските маски са само мъжки и изработени по калъп, след което са доработвани на ръка. Тези маски са уникални маски – със стиснати зъби, разкривени, грозни или комични лица, но винаги са с неприятно излъчване и се подразделят хронологично на няколко серии. Намират се като артефакти само в Тунис на територията на пунически Картаген, на която след сриването му от римляните било забранено да се строи, а мястото поръсено със сол и обявено за прокълнато преди приемането на Lex Rubria.
Картагенските маски са и уникални артефакти съчетаващи същностните черти на древното финикийско наследство по магребското крайбрежие с оглед разкриване на античното пуническо наследство, което според римляните се характеризирало основно с коварство.

### Африкански
Ритуални маски съществуват навсякъде по света, но за някои райони те са много характерни и са станали популярни по цял свят. Такъв е случаят с Африка. Африканските маски се използват в маскаради и религиозни церемонии, като целта им е контактуване с духовете на дедите, праотците.
Изработването на маските изисква изключително умение от страна на артиста. Такива артисти се обучават поколения наред в дадено семейство от майстори. Те също така са дълбоко ценени и уважавани в племето, именно заради тази си дарба. Африканските маски се използват и на маскарада карнавал, провеждан на Карибските острови.
Африканските маски се изработват от различни материали: дърво, бронз, мед, слонова кост, керамика, теракота или текстили. Много от тях са богати на цветове и представляват изображение на животно. Поверието е, че животното спомага за контакта с духовете.
 Така например в някои племена антилопата символизира земеделието и се счита, че е научила хората на неговите тайни.
В някои култури маските могат да отразяват и идеала за женска красота – извити вежди, тясна брадичка, черна коса и бадемови очи. Въпреки че маските могат да изобразяват женско лице, те се носят само от мъже и само мъже изпълняват ритуалните танци. Маски с притворени очи и линии около устата символизират спокойствие. Набръчкано чело означава мъдрост, а малка уста и очи означават скромност. Африканското изкуство на маските започва едва сега да се оценява и разбира.

### Американски
В Северна Америка религия и митология се преплитат и различни ритуали и церемонии свързани предимно с лова са свързани с маскирани танци. Племената по тези земи са майстори на маските. Изработват ги от дърво, като понякога челюстта им е подвижна. Маските имат най-различна форма и големина в зависимост от предназначението си. Някои от тях са изработени от кожа и твърде абстрактни.
В Латинска Америка съществуват малко по-различни традиции. Маските се появяват много отдавна, най-вероятно повече от 1200 години пр.н.е. и служат най-вече за поставяне върху лицата на починалите. За ацтеките човешките черепи са военен трофей и изработването на маски от тях е често срещано явление. По-късно индианските традиции се смесват с християнските, но маските остават важен елемент от религиозните ритуали.

## Защитни маски

### Спортни
Много видове спортове изискват защитна маска на лицето за предпазване най-вече от нежелани удари и травми. Например при фехтовка лицето е покрито с маска, представляваща ситна, но здрава мрежа, предвидена да устои на 1600 N сила на удара. Вратарите в много спортове (например хокей на лед) носят маски. Не само играчите, но в някои случаи и съдиите (бейзбол) трябва да носят предпазни маски. Други спортове, които изискват маски за гмуркане и пейнтбол.

### Медицински
В медицината се използват няколко вида маски. Една от тях е кислородната маска, която се слага на устата и носа, за да подпомага дишането. С кислородни маски са снабдени и самолетите. Изработват се от пластмаса, силикон или гума.
Хирургическата маска се носи от здравни работници, предимно хирурзи по време на операция, но и от други предимно с цел предпазване от зараза. Днешните хирургически маски се изработват от хартия и се изхвърлят след употреба. Понякога се употребяват прозрачни защитни маски за цялото лице, когато има опасност от опръскване с течности като кръв или урина. Противогазът също може да се счита за вид маска.

### Религиозни
Жените мюсюлманки в много страни носят фередже, хиджаб, бурка или никаб, което е религиозна традиция и обикновено започва през пубертета. Най-често използваните цветове са черно, бяло и синьо.

### Маски за скриване на личността
Маските понякога са използвани с цел дадено лице да не бъде разпознато поради една или друга причина. Някои такива причини са:
- Свидетел по наказателно дело в съда може да се появи с маска на лицето, за да се избегне неговото разпознаване от хора, които биха го преследвали
- Участниците в политически митинги и демонстрации понякога може да носят бандана на долната част на лицето си не само да запазят самоличността си, но и да се предпазят от различни газове и препарати, използвани от полицията. Подобни бандани се използват и от каубоите, но за да се предпазят от праха, докато яздят.
- При някои религиозни церемонии, особено при празнуване на страстната седмица от католическата църква в Испания се носят маски, подобни на тези на Ку-клукс-клан с конусовидна форма и процепи само за очите.
- Употреба на маски от местна доброволческа организация за поддържане на обществения ред и дисциплина, понякога наричани виджиланте
- В случая на Ку-клукс-клан конусообразните бели маски имат за цел не само да прикриват личността, но и да създават чувство на превъзходтсво и страхопочитание.
- При обири на банки, магазини и други учреждения престъпниците често използват ски маски, наречени още балаклави, които покриват цялата глава с изключение на очите. Много често такива маски са носени и от специалните военни части.

## Посмъртни маски
В Западните култури посмъртната маска е маска на лицето, направена от восък, гипс или друг пластичен материал непосредствено след смъртта на даден човек. Тази традиция в Европа възниква през Средновековието. Посмъртни маски се правят обикновено на известни личности и могат да бъдат запазени като спомен или могат да бъдат използвани за рисуване на портрети или за изработка на скулптури. В други култури посмъртните маски са изработвани от други материали като глина или метал и поставяни на лицето непосредствено преди погребението. Типичен пример за това са погребалните маски на древноегипетските фараони като част от процеса на мумификация. Най-известната такава маска е тази на Тутанкамон.
През XVII век в Европа тези маски се използват като изображение на човека и са оставяни на показ. През XVIII и XIX век те са използвани и за описание на чертите на лицето и завеждани в регистри в случай, че се налага идентифициране на даден труп. Тази функция по-късно е заета от фотографията.
Запазени маски на известни личности:
- Данте Алигиери
- Блез Паскал
- Шопен
- Абрахам Линкълн
- Наполеон Бонапарт
- Волтер
- Тарас Шевченко и други

## Карнавални и театрални маски
Маските играят важна роля в театралните традиции по цял свят още от древността. Особено важни са те за източните култури. Използването им в театрални постановки се е запазило и до днес, макар да са се променили формите и изразителните средства.
В Европа първите маски са тези на древните гърци и римляни. Причината някои от гръцките маски да са с широко отворена уста е, че в маската е имало скрит вграден мегафон, често направен от бронз, който спомага гласът на изпълнителя да се чува и при голяма аудитория. През Средновековието маски се носят по време на представления свързани с мистичност и вълшебства. Боговете са представени със сребърни или златни маски. Маските получават истинско развитие по време на Ренесанса. Това е времето на маскаради, балове с маски, карнавали и други предствления, които се провеждат или на улиците, или в дворцова обстановка. Широка популярност добива и балета, в който героите също често са маскирани. Маскираните герои на Комедия дел арте (Commedia dell'Arte) се считат за предшественици на днешния клоун. Най-известната маска на площадния театър става Арлекино (може да се срещне и като Арлекин).
Днес маски се използват в циркови представления и често в комбинация с кукли. За особен вид маска може да се счита гримът в пантомимата.

## Легендарни маски

### Желязната маска
От 17 в. до днес са направени десетки предположения за самоличността на Желязната маска. Една от най-известните теории е била поддържана от Волтер, според когото става въпрос за брата-близнак на Луи XIV, при това първородният син, когото Ана Австрийска и Мазарини по някаква причина отстраняват от двора и изпращат на тайно място. Тайната е опазена до смъртта на Мазарини, когато Луи XIV я разкрива и взима допълнителни мерки, за да предотврати евентуални бъдещи претенции на трона от страна на брат си.
Според друго мнение Желязната маска бил по-малкият близнак, който по нареждане на Луи XIII бил отведен далеч от двореца, за да се попречи на всякакво бъдещо оспорване на правата върху трона, както и да се избегне предсказанието, че раждането на близнаци ще донесе нещастия на кралската династия. След като се качва на престола, Луи XIV научава тайната и след като се уверява с очите си колко си приличат с брат му, заповядва той да носи маска до края на дните си.
Има също хипотези, според които Желязната маска е бил незаконороденият син на Ана Австрийска и:
- Бъкингамския херцог;
- Свещеник на име Фиакр (предполагаемо раждане през 1636 г.);
- Кардинал Мазарини (предполагаемо раждане през 1644 г., с други думи много след раждането на Луи XIV, който в този случай не би имал причини да се чувства застрашен за престола си).

### Фантомът от операта
Фантомът от операта е герой от едноименен роман на Гастон Льору в който се разказва за обезобразен музикален гений, който носи маска, за да скрие лицето си. Той живее в подземията на операта, където има и езеро.
Влюбен е в новата млада оперна певица Кристин Даае, което води до странен любовен триъгълник. Кристин е разкъсана между любовта си към младия и чаровен виконт Раул и очарователната тъжно красива музика на Фантома. Когато разбира, че нейният Ангел на музиката е всъщност Фантомът от Операта, отговорен за инциденти и убийства, тя и Раул решават да се оженят тайно и да избягат от Париж и от взора на Фантома. Фантомът разкрива плановете им и по време на последния спектакъл на Кристин я отвлича и я отвежда обратно в подземието си. Taм е и последният сблъсък между Фантома, Кристин и Раул.

### Маската на Зоро
Зоро е легендарен герой от роман на Джонсън МакКъли, появил се през 1919 година. Той е защитник на бедните от престъпници и злодеи. Зад този привлекателен и
възхитителен бандит всъщност се крие личността на благородника Дон Диего де ла Вега, майстор на рапирата, който живее в Испания и мексиканската част на Калифорния. Той живее в огромен замък, в чието подземие Диего се превръща в Зоро.
Облеклото на героя включва изцяло черен костюм с развят плащ, шапка в андалуски стил с голяма периферия и черна маска, която прикрива горната част на лицето му. Със своята рапира той оставя знак по стени, който е негова запазена марка – голямо Z, изписано с три замаха на сабята. Друг негов атрибут е камшикът.

### V
V е измислен герой от комикси на Алън Мур „V като Вендета“ и след това на едноименния филм. Действието се развива в бъдещето. V е опасен терорист, който носи маска на Гай Фокс. Той е бивш затворник от концентрационен лагер, където са провеждани медицински експерименти по промени в биологията на човека. Той е единственият оцелял затворник, но обезобразен от опитите и избухналия впоследствие пожар, който унищожава лагера.
V е умен, интелигентен, начетен, но в същото време жесток и безпощаден по отношение на настоящата фашистка власт в Англия. Той подготвя въстание и терористични актове против тоталитарния режим. Той загива, но неговата смърт символ на падането на фашисткия режим.

### Батман
Батман е легендарен герой от комикси, появил се през 1939 година. Всъщност зад Батман се крие личността на Брус Уейн – милиардер и алтруист, понякога преструващ се на типичния богат плейбой, за да избегне подозрения относно истинските си цели. Като дете става свидетел на убийството на родителите си, което го травмира дълбоко и го кара да се тренира до върха на физическото и интелектуалното съвършенство, за да се бори с престъпността.
За разлика от повечето супергерои, той няма никакви свръхестествени сили и способности. Батман разчита на коварния си интелект, завидни детективски умения, всевъзможни високотехнологични приспособления, страховито майсторство в бойните изкуства и най-вече силата на изненадата, паниката и страха, за да се бори с престъпността.
Той носи костюм на прилеп, който му позволява да лети и черна маска с уши, която покрива горната част на лицето.